# گروندریسه
گروندریسه یا مبانی نقد اقتصاد سیاسی (به انگلیسی: Fundamentals of Political Economy Criticism) که بین سال‌های ۱۸۵۷ و ۱۸۵۸ میلادی نوشته شده، نخستین طرح مقدماتی مارکس در نقد اقتصاد سیاسی و بنابراین، طرح اولیه کار بر روی کتاب کاپیتال (سرمایه) است. گروندریسه دربرگیرنده نظرات مارکس در مورد موضوع‌های بیشماری است که او آن‌ها را در جای دیگری بحث نکرده‌است.
گروندریسه که بخشی از پروژه گستردهٔ سیاسی – اقتصادی مارکس تلقّی می‌شود، تفسیرهای متداول از وی را به چالش می‌کشد و به بوته آزمون می‌گذارد.

## واژه گروندریسه
واژه Grundrisse در زبان آلمانی از شاخه معماری و ساختمان‌سازی وارد علوم نظری - علوم اجتماعی و فلسفی شده و به معنای خطوط کلی، خطوط اصلی و بنیادی و نوعی نشانه گذاری اولّیه و خلاصه تعیین چهارچوب و مبنا است.
Grundrisse به صورت جمع است و نقشه کف و نقشه مسطّحه برای آغاز پایه‌ریزی ساختمان و نهادن خطوط اولیه بنا و… معنا می‌دهد.
اینکه مارکس نام دست نوشته‌های خودش را که در واقع پیش‌درآمدی است برای کتاب کاپیتال. گروندریسه گذاشته، نشان می‌دهد که در این اثر (در این انگاره و طرح)، خطوط کلّی و موضوعات ریشه‌ای و مبنایی (در تعلیل و تحلیل سرمایه) تشریح شده‌است.
بعبارت دیگر، گروندریسه ماهیّت و هسته اصلی نقد مارکس از اقتصاد سیاسی بر پایه نظریه انتقادی است.
...
در گروندریسه مارکس ضمن اشاره به این مطلب که تولید و توزیع و مبادله و مصرف، اعضای مختلف یک کلّیت هستند، به تجزیه و تحلیل مسائل اقتصادی می‌پردازد.
او در گروندریسه، مبانی و جزئیاّت تئوری ارزش را هم بنا می‌گذارد. بعدها تئوری ارزش اضافه را نیز بر پایه آن ادامه می‌دهد و چند و چون ارزش مبتنی بر کار را در شیوه تولید سرمایه‌داری مشخص می‌کند.
واژه «گروندریسه» در کتاب دائرةالمعارف علوم فلسفی هگل آمده و البتّه نام ویژه دست نوشته‌های کارل مارکس هم هست که پیش از کتاب کاپیتال (سال ۱۸۵۷–۵۸) نوشته و در واقع پیش‌نویس نقد وی بر اقتصاد سیاسی است.

## محتوای کتاب گروندریسه
در گروندریسه مارکس ضمن اشاره به این مطلب که تولید و توزیع و مبادله و مصرف (این چهار تا)، اعضای مختلف یک کلّیت هستند، به تجزیه و تحلیل مسائل اقتصادی می‌پردازد
در گروندریسه مارکس به کار الینه و بیگانه شده هم اشاره دارد. کاری بیگانه از محصول خود، بیگانه از قابلیت انسان برای فعالیت آزادانه و آگاهانه، و همچنین بیگانه از انسان‌های دیگر.
به قول «اریک هابسبام» گروندریسه «دربرگیرندهٔ تحلیل‌ها و دریافت‌هایی است که بررسی مارکس از سرمایه‌داری را بسیار فراتر از قرن نوزدهم می‌برد. به عصر و جامعه‌ای که تولید دیگز نیازمند کار توده‌ای نیست. عصر اتوماسیون، عصر امکان فراغت و استحاله از خود بیگانگی.
در گروندریسه که در واقع رئوس مطالب، طرح کلی و پایه آثار دیگر مارکس به‌شمار می‌رود به موارد شش‌گانه زیر اشاره شده‌است:
تولید، تجارت، ازخودبیگانگی، نیروی کار، توسعه فناوری و انقلاب کمونیستی. البته در کتاب مزبور اشاراتی هم به ماتریالیسم تاریخی، تناقضات زیست‌محیطی، سوسیالیسم، تکنولوژی و اتوماسیون… شده‌است. در پرتو گروندریسه، می‌توان به بازاندیشی کتاب سرمایه دست زد.
مارکس در گروندریسه، نگرش خود دربارهٔ مسئله شناخت را با حاشیه نویسی بر نگاه پیچیده هگل به شناخت تدوین نموده و مطابق نگاه هگل ادعا می‌کند ما نمی‌توانیم پدیده‌های اقتصادی را به‌طور مستقیم درک کنیم.
باید آن‌ها را به‌طور غیر مستقیم و از طریق مقوله‌های اقتصادی مورد استفاده در اقتصاد سیاسی مدرن بفهمیم. بعبارت دیگر روش درک آن‌ها بر خلاف روش درک شرایط ساختار ذهنی است که در قالب تغییرات اجتماعی جهانی، رخ می‌دهند.
گروندریسه القای شیوه تولید سرمایه‌داری را هم به بحث می‌گذارد امّا مقصودش صرفاً القای مالکّیت خصوصی وسائل تولید نیست. شیوه جدیدی از کار و زندگی را مّد نظر دارد.
گروندریسه که بین سالهای ۱۸۵۷ و ۱۸۵۸ میلادی نوشته شده، نخستین طرح مقدماتی مارکس در نقد اقتصاد سیاسی و بنابراین، طرح اولیه کار بر روی کتاب کاپیتال (سرمایه) است. گروندریسه دربرگیرنده نظرات مارکس در مورد موضوع‌های بیشماری است که او آن‌ها را در جای دیگر بحث نکرده‌است.

## گروندریسه و هنر
مارکس در گروندریسه در آنجا که پیرامون زندگی و فرهنگ یونان باستان می‌نویسد، نظریات خود را مدیون فردریش شیلر و شاگرد شیلر، یوهان یواخیم وینکلمان که کتاب «تاریخ هنر کهن» را نوشته می‌داند.
از گروندریسه می‌فهمیم که مارکس به هنر اهمّیت بسیار می‌دهد. هنر از نظر وی وجه خاصی از بیان آگاهی اجتماعی است.
از دید او، نویسنده هم کارگر زحمتکشی است. کارگری تولیدی که اربابان جورواجور دارد و آن‌ها باید کارش را از دماغش دربیاورند تا انتشار دهند. اربابانی که به جنبه زیبایی شناسانه کار توجه زیادی ندارند.
مارکس بارها به کار فکری هم، (در کنار کار جسمی) اشاره می‌کند و با اشاره به هنرمندان و نویسندگان بزرگی چون «آشیل» و «هومر».. از تولید هنری مثال می‌آورد و تأکید می‌کند هنر، تولیدی ویژه‌است و باید به گونه‌ای ویژه هم بررسی شود.
از دیدگاه وی اگر هنر را در منطق بررسی کلّی انواع تولید جای دهیم، عنصر خیالپردازی و بسیاری از راز و رمزهایش را کاسته‌ایم.
خودش وقتی تصاویری خیالی از جامعه آینده انسانی ارائه می‌کند، می‌گوید که آنجا خلاقیّت‌های انسانی به‌طور کامل شکل می‌گیرد و هرکس می‌تواند تبدیل به «رافائل» شود.
...
گرچه هنر اساساً (و نه مطلقاً) پدیداری است تاریخی و اجتماعی و وابسته به تکامل ابزار تولید و تکنولوژی امّا، گاه اثر هنری فراتر از موقعیت تاریخی پیدایش خود می‌رود. مارکس در گروندریسه با اشاره به هنر یونان و نیز شکسپیر و زمانه اش، توضیح می‌دهد که شکوفایی هنر در دوره‌هایی معیّن می‌تواند با تکامل همگانی جامعه و پایه مادّی آن تناسبی نداشته باشد.

## غیبت و انزوای گروندریسه
گروندریسه حدود نیم قرن ناشناخته می‌ماند و کسی از آن خبردار نمی‌شود تا اینکه در سال ۱۹۰۳ «کائوتسکی» از آن رازگشایی نموده، و به دیگران می‌شناسانَد.
کائوتسکی، گروندریسه را در مجله «عصر جدید» معرفّی نمود و در یاداشت کوتاهی نوشت این اثر دست نوشته‌های مارکس و مربوط به ۲۳ اگوست ۱۸۵۷ میلادی است.
کائوتسکی برای گروندریسه، عنوان «مقدمه‌ای بر نقد اقتصاد سیاسی» را برگزید.
با وجود تلاش کائوتسکی برای کشف حجاب از گروندریسه، برخی وی را سرزنش می‌کنند که می‌توانست و می‌بایست زودتر از اینها، آن را معرفی کند.
گروندریسه انتشار عمومی نیافت تا سال ۱۹۲۳ میلادی. در این سال «دیوید ریازانوف» مدیر انستیتو مارکس و انگلس، با یادآوری نقش مثبت کائوتسکی در معرفی گروندریسه، آن را در محافل عمومی مطرح نمود.
در مسکو فصل مربوط به پول از کتاب گروندریسه به چاپ رسید و سال ۱۹۳۶ تمام کتاب برای انتشار آماده شد.
سالهای ۱۹۳۹–۴۱ مؤسسه مارکس، انگلس، لنین در مسکو پخش آن را در دستور کار خود گذاشت ولی تا مدت‌ها و تا جنگ جهانی دوم عملاً از دسترس عموم خارج گشت تا اینکه در سال ۱۹۵۳ پس از ۱۰۰ سال تنهایی آزاد شد. در همین سال در برلین، گروندریسه توجه ناشران بین‌المللی را جلب نمود و مؤسسه تحقیقات اجتماعی در فرانکفورت و… نسخه نهایی گروندریسه را تأیید و تکثیر نمود.

## ترجمه گروندریسه
در آغاز نسخه‌های اولیه (و نه چندان کامل گروندریسه) چاپ و ترجمه شدند. به فرانسوی (۱۹۰۳) و به انگلیسی (۱۹۰۴)، به روسی (۱۹۲۲)، ژاپنی (۱۹۲۶)، یونانی (۱۹۲۷) و چینی (۱۹۳۰) و … منتشر شد و بر سر زبان‌ها افتاد. متن کامل گروندریسه به ۲۲ زبان ترجمه شده و در ۳۲ نسخه مختلف (بخش‌هایی از آن، یا تمام کتاب) چاپ شده‌است.
اولین نسخه آلمانی، ۱۹۳۹–۴۱ (دومین نسخه ۱۹۵۳)

ترجمه ژاپنی، ۱۹۵۸–۱۹۶۵، توسط «هیرانو هی‌چی»

ترجمه چینی، ۱۹۶۲–۱۹۶۸

ترجمه فرانسوی، ۱۹۶۷–۱۹۶۸

ترجمه روسی، ۱۹۶۸–۱۹۶۹

ترجمه ایتالیایی، ۱۹۶۸–۱۹۷۰

ترجمه اسپانیایی، ۱۹۷۰–۱۹۷۱

ترجمه چک، ۱۹ ۱۹۷۱–۷۷

ترجمه مجارستانی، ۱۹۷۲

ترجمه رومانیایی، ۱۹۷۲–۱۹۷۴

ترجمه انگلیسی، ۱۹۷۳

ترجمه اسلواکیایی، ۱۹۷۴–۱۹۷۵

ترجمه دانمارکی ۱۹۷۴–۱۹۷۸

ترجمه صربی، ۱۹۷۹

ترجمه اسلوونیایی، ۱۹۸۵

ترجمه فارسی، ۱۹۸۵–۱۹۸۷

ترجمه لهستانی، ۱۹۸۶

ترجمه فنلاندی، ۱۹۸۶

ترجمه یونانی، ۱۹۸۹–۱۹۹۲

ترجمه ترکی استانبولی، ۱۹۹۹–۲۰۰۳

ترجمه کره‌ای، ۲۰۰۰

ترجمه پرتغالی، ۲۰۰۸

به زبان‌های نروژی، هلندی، عربی و ویتنامی هم ترجمه شده‌است.

### ترجمه به فارسی
گروندریسه تاکنون دو بار به زبان فارسی ترجمه شده و با مشخصات زیر به چاپ رسیده‌است.
- م‍ارک‍س‌، ک‍ارل‌، گ‍رون‍دری‍س‍ه‌: م‍ب‍ان‍ی‌ ن‍ق‍د اق‍ت‍ص‍اد س‍ی‍اس‍ی‌، ‫۲ ج، ت‍رج‍م‍ۀ ب‍اق‍ر پ‍ره‍ام‌ و اح‍م‍د ت‍دی‍ن‌، ت‍ه‍ران‌: آگ‍اه‌‏‫، جلد اول ۱۳۶۳ و جلد دوم ۱۳۷۵.
- م‍ارک‍س‌، ک‍ارل‌، ‏گروندریسه: ‏‫دست‌نوشتۀ اقتصادی ۱۸۵۸- ۱۸۵۷‬، ترجمۀ کمال خسروی و حسن مرتضوی، تهران: لاهیتا، ‏‫۱۳۹۹.‬